# Ripon (Wisconsin)
Ripon is een plaats (city) in de Amerikaanse staat Wisconsin, en valt bestuurlijk gezien onder Fond du Lac County.

## Demografie
Bij de volkstelling in 2000 werd het aantal inwoners vastgesteld op 6828. In 2006 is het aantal inwoners door het United States Census Bureau geschat op 7303, een stijging van 475 (7,0%).

## Geografie
Volgens het United States Census Bureau beslaat de plaats een oppervlakte van 11,1 km², waarvan 11,0 km² land en 0,1 km² water. Ripon ligt op ongeveer 249 m boven zeeniveau.

## Plaatsen in de nabije omgeving
De onderstaande figuur toont nabijgelegen plaatsen in een straal van 16 km rond Ripon.